# Seznam postav seriálu Star Trek
Toto je seznam hlavních a některých vedlejších postav, které se objevují v seriálu Star Trek (1966–1969), animovaném seriálu Star Trek (1973–1974) a k nim přidružených celovečerních filmech:
- Star Trek: Film (1979)
- Star Trek II: Khanův hněv (1982)
- Star Trek III: Pátrání po Spockovi (1984)
- Star Trek IV: Cesta domů (1986)
- Star Trek V: Nejzazší hranice (1989)
- Star Trek VI: Neobjevená země (1991)
- Star Trek: Generace (1994)
- Star Trek (2009)
- Star Trek: Do temnoty (2013)
- Star Trek: Do neznáma (2016)

## Hlavní postavy
Pozn.: Barevně v souladu s uniformami je označeno zařazení postav: žlutá – velení a řízení, modrá – vědecká a lékařská sekce, červená – technická sekce.
| | Jméno            | Pozice | Rasa                              | Herec                         | Poprvé |
| --- | ---------------- | ------ | --------------------------------- | ----------------------------- | ------ |
| James Tiberius Kirk | velící důstojník | člověk | William Shatner Chris Pine (2009) | „Kam se dosud člověk nevydal“ |        |
| Nedlouho po absolvování Akademie se stal nejmladším kapitánem v historii Hvězdné flotily. Jeho charakteristickými rysy jsou čestnost, spravedlnost a obětavost. Svědomitý kapitán se po splnění 5leté mise stal admirálem, ale posléze byl degradován za neuposlechnutí rozkazu při záchraně pana Spocka. Během svého působení se stal živoucí legendou pro kadety Hvězdné flotily a zároveň trnem v očích nepřátel. Pro svou loď USS Enterprise obětoval celý svůj život, ačkoliv později toužil po klidném stáří v rodinném kruhu. |                  |        |                                   |                               |        |

| | Jméno                     | Pozice                | Rasa                                | Herec  | Poprvé |
| --- | ------------------------- | --------------------- | ----------------------------------- | ------ | ------ |
| Spock | první a vědecký důstojník | ½ Vulkánec a ½ člověk | Leonard Nimoy Zachary Quinto (2009) | „Klec“ |        |
| Napůl Vulkánec a napůl člověk, který se rozhodl pro svou vulkánskou část svého já, vykonával funkci prvního důstojníka a vědeckého důstojníka na palubě Enterprise. Jeho život bez jakýchkoliv emocí a přísně vedený logickým uvažováním se ne vždy setkával s pochopením ostatních, ale mnohdy právě jeho chladná logika vedla k potřebnému cíli. Jeho lidská polovina se však často ozývala a tak i on podléhal pocitům štěstí, smutku nebo náladovosti. Jde o postavu, která se jako jediná objevuje ve všech 80 epizodách původního seriálu. |                           |                       |                                     |        |        |

| | Jméno        | Pozice | Rasa                              | Herec                 | Poprvé |
| --- | ------------ | ------ | --------------------------------- | --------------------- | ------ |
| Leonard McCoy | vrchní lékař | člověk | DeForest Kelley Karl Urban (2009) | „Manévr s korbomitem“ |        |
| Lékařský důstojník, přezdívaný kapitánem (a zároveň svým blízkým přítelem) Kirkem „Kostra“ uzavírá hlavní trojici posádky Enterprise. McCoy je opakem pana Spocka. Je lehce nerozhodný, občas uspěchaný rozhodně oproti prvnímu důstojníkovi citově založený. Tyto důvody je v některých momentech vedou do pře nebo alespoň do vzájemného, ale přátelského pošťuchování. V časové chronologii Star Treku byl naposledy spatřen ve svých 137 letech, jako admirál při prohlídce nové Enterprise v seriálu Star Trek: Nová generace. |              |        |                                   |                       |        |

| | Jméno                            | Pozice | Rasa                           | Herec                         | Poprvé |
| --- | -------------------------------- | ------ | ------------------------------ | ----------------------------- | ------ |
| Montgomery Scott | vrchní inženýr a druhý důstojník | člověk | James Doohan Simon Pegg (2009) | „Kam se dosud člověk nevydal“ |        |
| Vrchní inženýr, přezdívaný „Scotty“, pocházející ze Skotska umí opravit na lodi vše od ovládacího panelu dveří až po warp jádro a zajišťuje tak hladký chod přístrojů. Je vznětlivější postavy a jakoukoliv poznámku proti skotské nebo Enterprise, považuje za urážku na své cti. Zkušený lodní inženýr dobře ví, že když se jej kapitán ptá na nutný čas oprav, správná odpověď zní dvojnásobek skutečného času. |                                  |        |                                |                               |        |

| | Jméno                 | Pozice | Rasa                                   | Herec                 | Poprvé |
| --- | --------------------- | ------ | -------------------------------------- | --------------------- | ------ |
| Nyota Uhura | komunikační důstojník | člověk | Nichelle Nicholsová Zoe Saldana (2009) | „Manévr s korbomitem“ |        |
| Schopný komunikační důstojník. Její mateřskou řečí je svahilština. Ačkoliv Uhura příliš často můstek s výsadkem neopouští, sama již několikrát přispěla k hladkému průběhu misí. Její postava však v seriálu měla také jiný úkol a sice začlenit do mezinárodní posádky černošku, což v 60. letech 20. století nebylo v TV zase tak běžné. |                       |        |                                        |                       |        |

| | Jméno     | Pozice | Rasa                               | Herec     | Poprvé |
| --- | --------- | ------ | ---------------------------------- | --------- | ------ |
| Pavel Čechov | navigátor | člověk | Walter Koenig Anton Yelchin (2009) | „Návnada“ |        |
| Jeden z nejmladších členů na můstku má funkci navigátora a zbraňového důstojníka. Jeho nezaměnitelný přízvuk dává najevo, že jde o Rusa. Do seriálu byla jeho postava přidána až počínaje 2. sezónou seriálu na popud ruského deníku Pravda, kde byla zmínka, že v mezinárodní posádce by měl být Rus, jako zástupce vedoucí země v závodech o dobývání vesmíru. V animovaném seriálu byl Čechov nahrazen postavou Arexe. |           |        |                                    |           |        |

| | Jméno       | Pozice | Rasa                         | Herec                         | Poprvé |
| --- | ----------- | ------ | ---------------------------- | ----------------------------- | ------ |
| Hikaru Sulu | kormidelník | člověk | George Takei John Cho (2009) | „Kam se dosud člověk nevydal“ |        |
| Kormidelník USS Enterprise a ve filmech i později jako kapitán USS Excelsior na palubě zastupuje asijské národy. Gene Roddenberry schválně nechtěl člověka konkrétní země a tak vybral jméno podle Suluského moře, které pro něj představovalo pomyslný střed. Sulu se ve svém volném čase se věnuje botanice, šermu, ale také rodině. Jeho dcera nastoupila jako kormidelník na USS Enterprise-B. |             |        |                              |                               |        |

| | Jméno                        | Pozice | Rasa                 | Herec                 | Poprvé |
| --- | ---------------------------- | ------ | -------------------- | --------------------- | ------ |
| Janice Randová | kapitánův pobočník (1. řada) | člověk | Grace Lee Whitneyová | „Manévr s korbomitem“ |        |
| Janice Randová působící na USS Enterprise jako pobočník kapitána Kirka je méně častou postavou. Hraje důležitější role v epizodách jako např. „Tajemný Charlie“, nicméně během první sezóny seriálu odešla. Jde o tichou dívku respektující kapitána Kirka jako osobnost. V celovečerních filmech se objevuje jako obsluha transportérů. |                              |        |                      |                       |        |

| | Jméno         | Pozice | Rasa             | Herec          | Poprvé |
| --- | ------------- | ------ | ---------------- | -------------- | ------ |
| Christine Chapelová | vrchní sestra | člověk | Majel Barrettová | „Čas obnažení“ |        |
| Christine Chapelová vystupuje na ošetřovně USS Enterprise jako vrchní sestra. Svou hlavní roli sehrála v epizodě „Z čehopak se vyrábějí děvčátka?“, kde pátrá po svém manželovi, který je ale již mrtvý. V seriálu nikterak nezastírá náklonnost k panu Spockovi, kterému občas přinese vulkánskou polévku. Již v prvním celovečerním filmu jde o doktorku Chapelovou. |               |        |                  |                |        |

## Vedlejší postavy
| Jméno                | Rasa     | Herec                                                           | Popis |
| -------------------- | -------- | --------------------------------------------------------------- | --- |
| Christopher Pike     | člověk   | Jeffrey Hunter (1965) Sean Kenney (1966) Bruce Greenwood (2009) | Kapitán hvězdné lodi USS Enterprise než velení převzal James Kirk. Poprvé se objevil v pilotní epizodě epizodě „Klec“ a následně jako indisponovaný invalida ve dvojepizodě „Zvěřinec“. Jeho role dostala na váze v jedenáctém filmu Star Trek (2009), kde přesvědčil Kirka, aby se přihlásil na Akademii Hvězdné flotily.                                            |
| Harcourt Fenton Mudd | člověk   | Roger C. Carmel                                                 | Obchodník nebo spíše podvodník Harry Mudd se poprvé objevil v epizodách „Muddovy ženy“ a „Já, Mudd“ původního seriálu a v díle „Elixír lásky“ animovaného seriálu. Jde o obézního pašeráka, který pracuje pouze na tom, co mu přinese užitek a nebojí se lhát, kdykoliv se mu to jenom trochu hodí.                                                                   |
| Sarek                | Vulkánec | Mark Lenard                                                     | Spockův otec Sarek vystupuje v původním seriálu a také ve filmech jako velvyslanec planety Vulkán. Se svou pozemskou ženou měl syna Spocka, který je tím napůl člověk a napůl Vulkánec. |
| Khan Noonien Singh   | člověk   | Ricardo Montalbán                                               | Khan, ve Star Treku známý jako jeden z největších diktátorů a tyranů 21. století, se prvně objevuje v epizodě „Vesmírné sémě“, kdy jej s jeho lidmi probouzí z umělého spánku posádka Enterprise, kterou se Khan pokusí ovládnout. Kapitán Kirk jej vyhostí na planetu Ceti Alpha V, odkud se osvobodí a usiluje o pomstu Kirkovi ve filmu Star Trek II: Khanův hněv. |

## PosádkaEnterprisev pilotním díle „Klec“ (1965)
| Jméno            | Rasa                  | Herec             | Pozice                        |
| ---------------- | --------------------- | ----------------- | ----------------------------- |
| Christopher Pike | člověk                | Jeffrey Hunter    | velící důstojník              |
| „Číslo jedna“    | člověk                | Majel Barrettová  | první důstojník a kormidelník |
| Spock            | ½ Vulkánec a ½ člověk | Leonard Nimoy     | vědecký důstojník             |
| J. M. Coltová    | člověk                | Laurel Goodwinová | kapitánův pobočník            |
| Phillip Boyce    | člověk                | John Hoyt         | vrchní lékař                  |
| José Tyler       | člověk                | Peter Duryea      | navigátor                     |
| Garrison         | člověk                | Adam Roarke       | komunikační důstojník         |

## Nové postavy v animovaném seriáluStar Trek
| | Jméno     | Pozice | Rasa                | Herec               | Poprvé |
| --- | --------- | ------ | ------------------- | ------------------- | ------ |
| Arex | navigátor | Edoňan | James Doohan (hlas) | „Na okraji galaxie“ |        |
| Arex z rasy třínohých a třírukých Edoňanů vystřídal v animovaném seriálu Pavla Čechova na pozici navigátora USS Enterprise. Jako postava se objevil v 19 epizodách z celkových 22. |           |        |                     |                     |        |

| | Jméno                 | Pozice  | Rasa                    | Herec        | Poprvé |
| --- | --------------------- | ------- | ----------------------- | ------------ | ------ |
| M'Ress | komunikační důstojník | Caitian | Majel Barrettová (hlas) | „Zachráněný“ |        |
| Poručík M'Ress je komunikační důstojnice Enterprise střídající se v animovaném seriálu na této pozici s Uhurou. Patří k felinoidní rase Caitianů, která se vyznačuje hustou oranžovou srstí, žlutými oči a dlouhým ocasem. |                       |         |                         |              |        |